# Miloslava Rezková
Miloslava Rezková (Prága, 1950. július 22. – Prága, 2014. október 19.) olimpiai és Európa-bajnok cseh atléta, magasugró.

## Pályafutása
Először balett- és ritmikus gimnasztikával foglalkozott mielőtt atletizálni kezdett. 1968-ban 166-ről 187 cmre javította egyéni legjobbját. Az 1968-as mexikóvárosi olimpián olimpiai bajnok, az 1969-es athéni Európa-bajnokság aranyérmes lett. Részt vett az 1972-es müncheni és az 1976-os montréali olimpián is.
Férje Rudolf Hübner (1944) atléta, magasugró olimpikon volt.

## Sikerei, díjai
- Olimpiai játékok
  - aranyérmes: 1968, Mexikóváros
- Európa-bajnokság
  - aranyérmes: 1969, Athén